# نوكيا 1208
هاتف نوكيا 1208 يعد من الهواتف الحديثة العملية لأنه خالي من الأمور غير الهامة مثل الصور وغير ذلك وذو كفائة عملية عالية . وهو من عائلة من ثلالثة أجهزة هي نوكيا 1200، نوكيا 1208 ، نوكيا 1210 ،